# Hereke

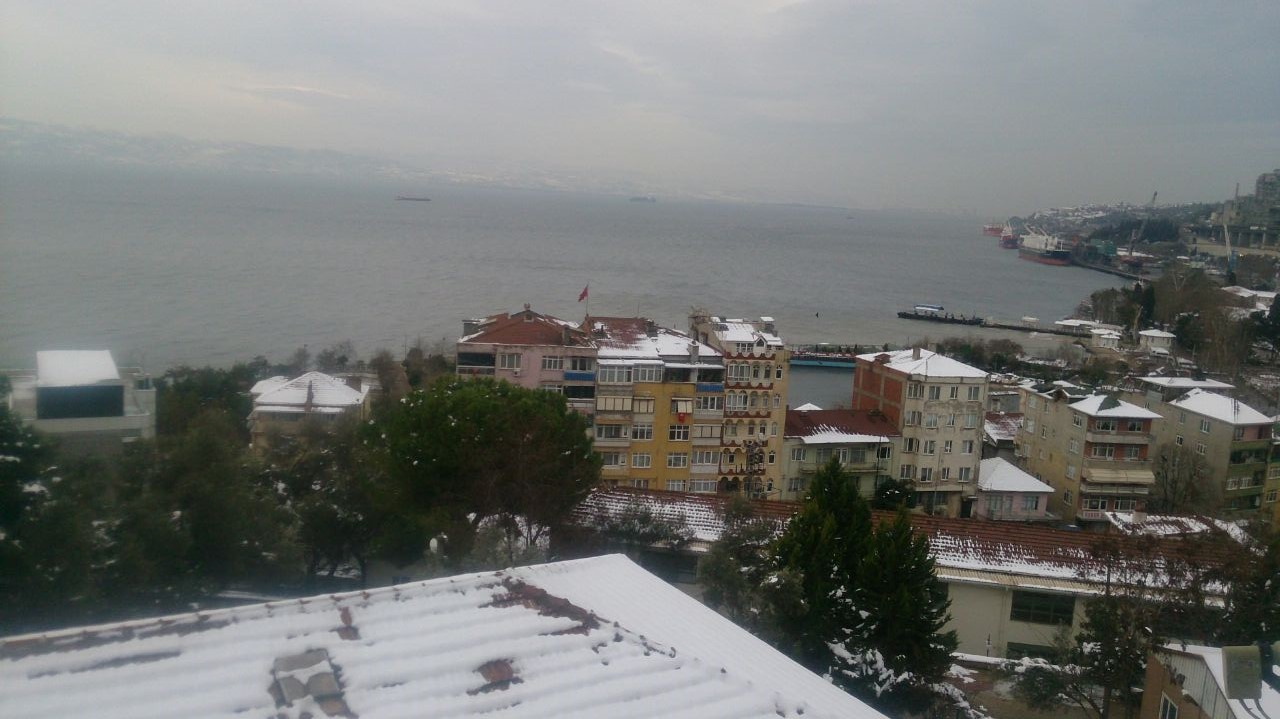
Hereke

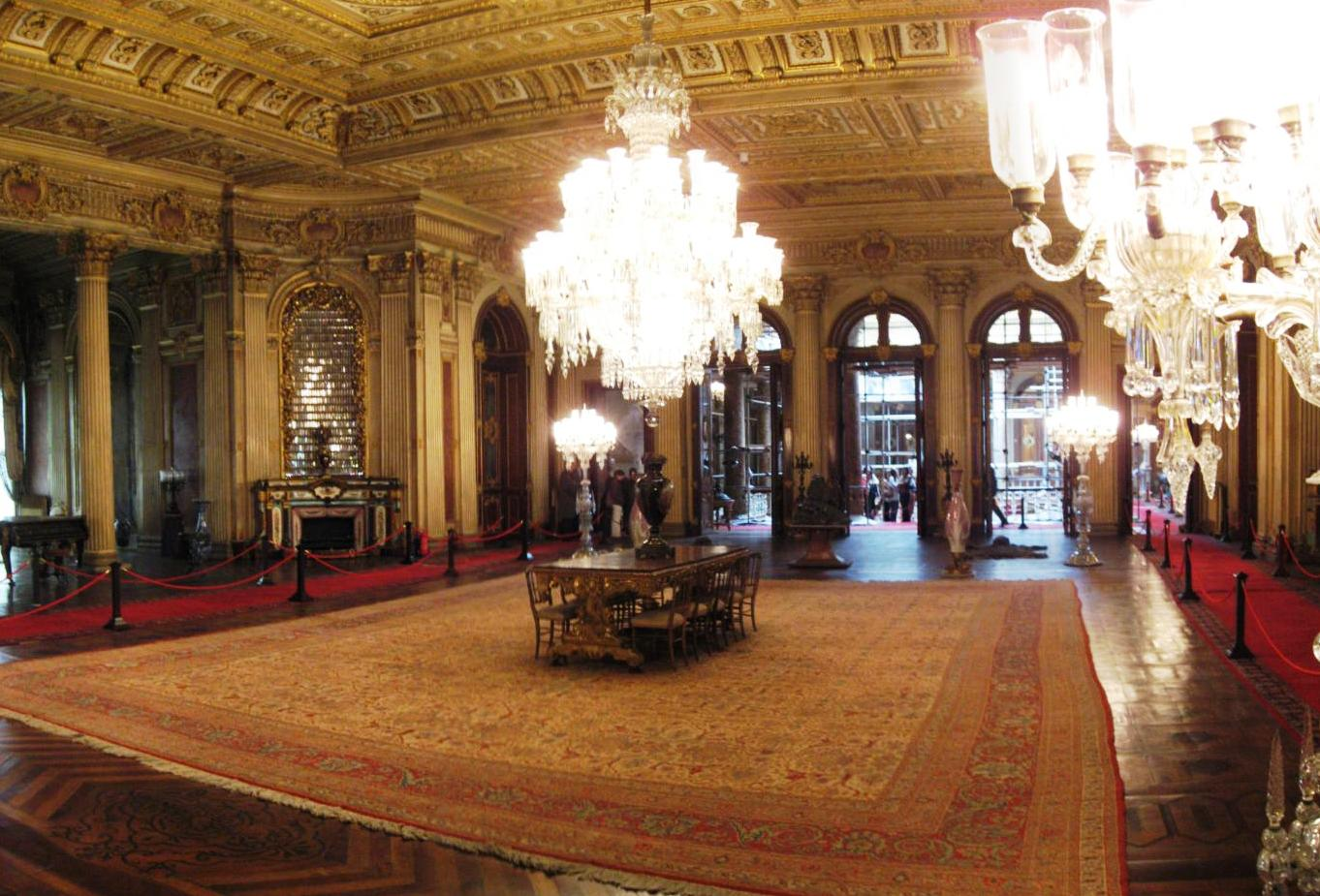
Matta från Hereke i Ambassadörssalen i Dolmabahçepalatset i Istanbul, vilken är på omkring 120 m²

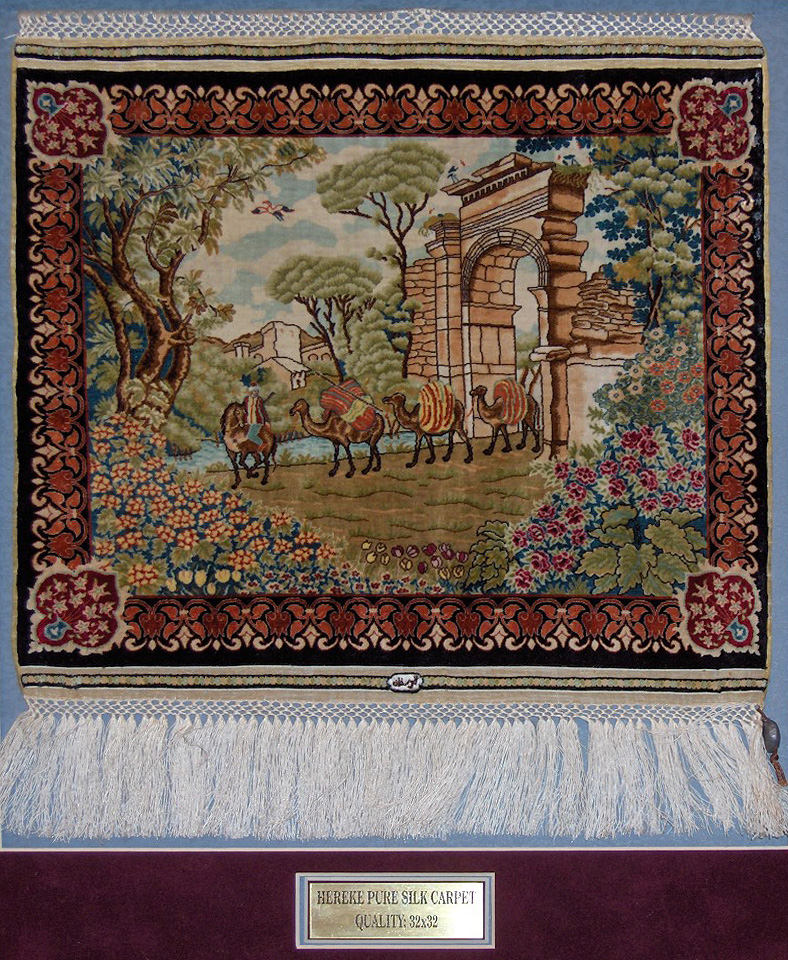
Unik silkesmatta från Hereke på 0,6 m², 1.900.000 knutar/m² (32x32 knutar/cm²), som tagit 13 år att färdigställa

Hereke är en ort i provinsen Kocaeli i Turkiet, öster om Istanbul vid Marmarasjön, som är känd för sin tillverkning av högkvalitativa silkesmattor. Orten hette ursprungligen Ancryon och döptes om till Hereke efter den bysantinske kejsaren Heraclius, som var kejsare 610–641 efter Kristus.
År 1843 grundades på orten en mattfabrik av de armeniska bröderna Barutçubaşi Hovahannes Dadyan (1798–1869) och Barutçubaşi Boğos Dadyan (1800–1863) som landets första privata mattfabrik. Den övertogs 1845 av den ottomanska regimen under Sultan Abd ül-Mecid I som Osmanli Dokuma Fabrikasi och inriktades på att leverera mattor och inredning till det osmanska hovet. Produktionen upphörde 1878, efter det att fabriken brunnit ner, men fabriken återuppbyggdes 1882.
I Hereke finns sedan 1920 en statlig mattvävarskola.

## Kommunikationer
Hereke ligger 65 kilometer öster om Istanbul och 27 kilometer väster om Izmit. Orten har tågförbindelse med Adapazarı och Haydarpaşa på järnvägslinjen Haydarpaşa - Ankara. Det finns också en reguljär färjeförbindelse mellan Hereke och Karamürsel på andra sidan av bukten. 

## Herekes slottsruin
Hereke Kalesi kan ha rötter från 640-talet efter Kristus. Det ligger på en kulle i staden och byggdes troligen av bysantinska riket för att skydda hamnen i Izmitbukten. Slottet var i bysantiska händer till 1326, då det föll efter en ottomansk belägring för den ottomanske härskaren Orhan. För en kort period från 1403 återlämnades Hereke, tillsammans med Darıca och Eskihisar, till bysantinerna av Suleyman Bey i utbyte mot bysantinskt stöd under det interregnum som följde efter det att ottomanerna besegrats av den turk-mongoliske krigsherren Timur Lenk vid Slaget vid Ankara 1402, men återtogs av ottomanerna.  
År 1509 blev slottet totalförstört i jordbävningen i Konstantinopel 1509 och endast delvis återuppbyggt. I början av 2000-talet har det diskuterats att återuppbygga slottet som en turistattraktion, och viss återuppbyggnad har skett.